# 默克手册
《默克手册》（英語：The Merck Manuals）为默克药厂出品的医学参考书，涵盖范围广泛的医疗相关课题，包括疾病、测试、诊断和药物。这些手册最初是以书本形式发行，现已转化为网上的多媒体格式，包括音频、三维模型和动画。
第一本默克手册Merck's Manual of the Materia Medica（1899），是20世纪80年代世界上最畅销的小型医学参考书书。此后，默克又出品了几本手册，并定期更新，包括：
- 《默克诊疗手册》（Merck Manual of Diagnosis and Therapy；中国大陆版名为默沙东诊疗手册）常简称为“默克手册”，是1899年《The Merck Manual—Home Health Handbook》的继承者。
- 《默克索引》（Merck Index），最早出版于1889年，2013年起改由英國皇家化學會出版。
- 《默克兽医手册（英语：The Merck Veterinary Manual）》，最早出版于1955年。
- 《默克老年健康手册（英语：The Merck Manual of Geriatrics）》，最早出版于1990年。